# Nakheel Properties
Nakheel (árabe: نخيل ‘palmas’ o ‘palmeras’) es un desarrollador de bienes raíces en Dubái y creador de varios proyectos de reclamación de tierra, incluidos Islas Palm, Dubai Waterfront, The World y el The Universe. Sus proyectos residenciales incluyen The Gardens, International City, Jumeirah Islands y Jumeirah Lake Towers. Sus proyectos de centro comerciales incluyen Dragon Mart, Nakheel Mall, Ibn Battuta Mall, The Pointe, entre otros. Su principal competidor en el desarrollo residencial en Dubái es Emaar Properties.
Los desarrollos representativos de Nakheel son las tres islas en forma de palmera hechas por el hombre en la costa de Dubái. Nakheel opera como filial de Dubai World, que gestiona varios negocios en nombre del Gobierno de Dubái. El presidente ejecutivo de Al Nakheel es el sultán Ahmed bin Sulayem.
Nakheel ha anunciado planes para la Torre Nakheel, que sería el rascacielos más alto del mundo, si se construye, mediría más de un kilómetro de altura. La torre tardaría más de 10 años para completarse y sería el centro del gran complejo Nakheel Harbour and Tower. A principios de 2009, la torre fue suspendida debido a los efectos de la crisis crediticia en todo el mundo.
La compañía también es propietaria del trasatlántico jubilado, RMS Queen Elizabeth 2, que prevé convertir en un hotel de lujo, que en vez de llegar al Palm Jumeirah, será enviado al proyecto de DP World en Ciudad del Cabo, Sudáfrica.
En total el portafiolio de bienes raíces de Nakheel incluye: Islas Palm (Palma Jumeirah, Palm Jebel Ali, Palm Deira), The World Islands, The Universe Islands, Dubai Waterfront, The Gardens, Jumeirah Lake Towers, Discovery Gardens, Lost City, Jumeirah Islands, Jumeirah Heights (un complejo residencial dentro de Jumeirah Islands), Jumeirah Village, Jumeirah Park, Al Furjan, International City, Jewel of the Palm, The Golden Mile (que se encuentra en el tronco de la Palm Jumeirah), Nakheel International Hotel and Tower, otro proyecto en el tronco de the Palm Jumeirah, y el Ibn Battuta Mall.
El 25 de noviembre de 2009, el gobierno de Dubái anunció la intención de Dubai World de "pedir a todos los proveedores de financiación de Dubai World y Nakheel un statu quo y extender los vencimientos de su deuda hasta por lo menos el 30 de mayo del 2010".
El 6 de julio de 2011, la Junta Directiva de Dubai World anunció que la propiedad legal de Nakheel se transferiría al Gobierno de Dubái una vez completada la reestructuración financiera de la empresa.

## Galería

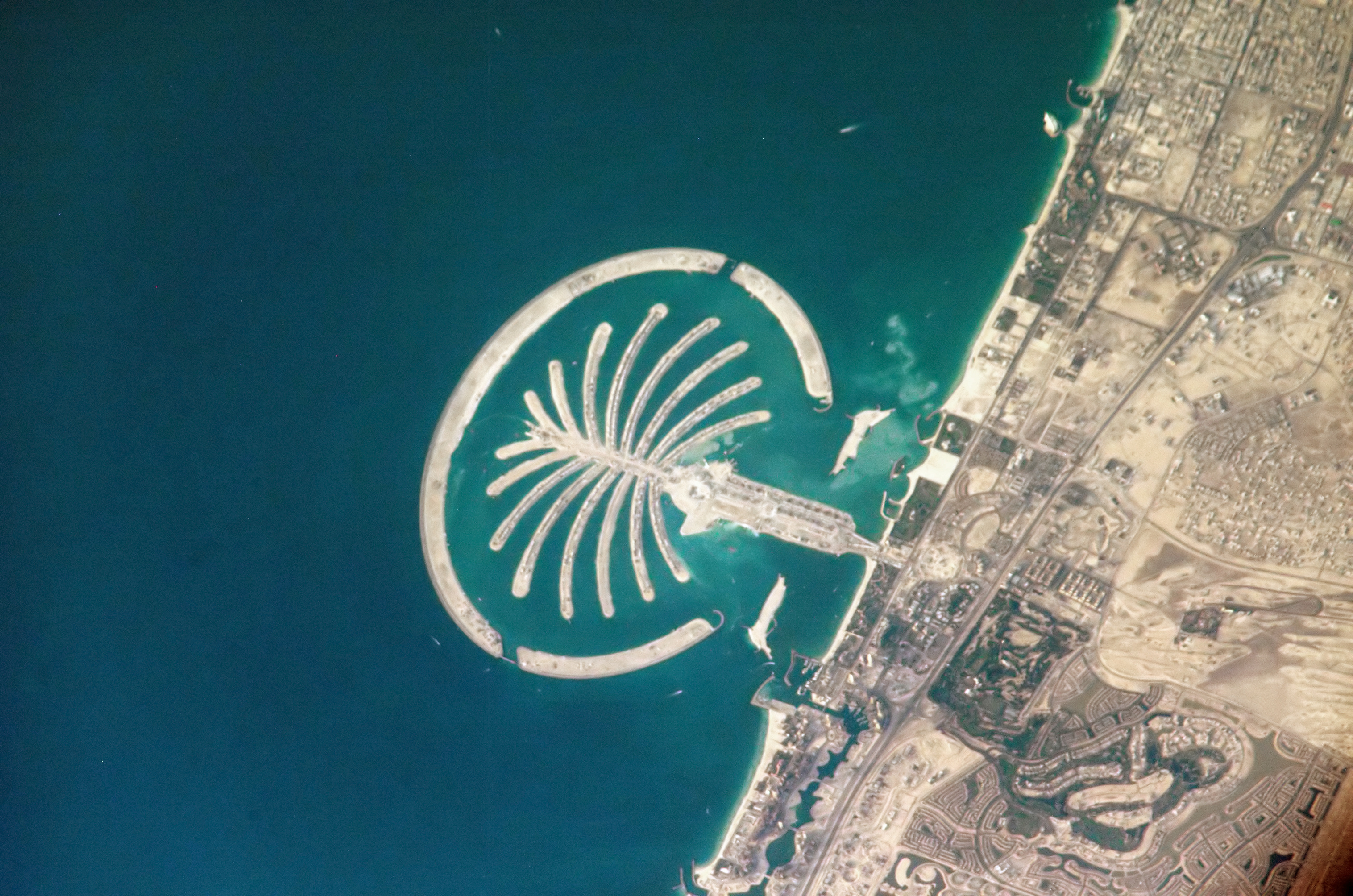
The Palm, Jumeirah.

Discovery Gardens desde el aire en el 2007

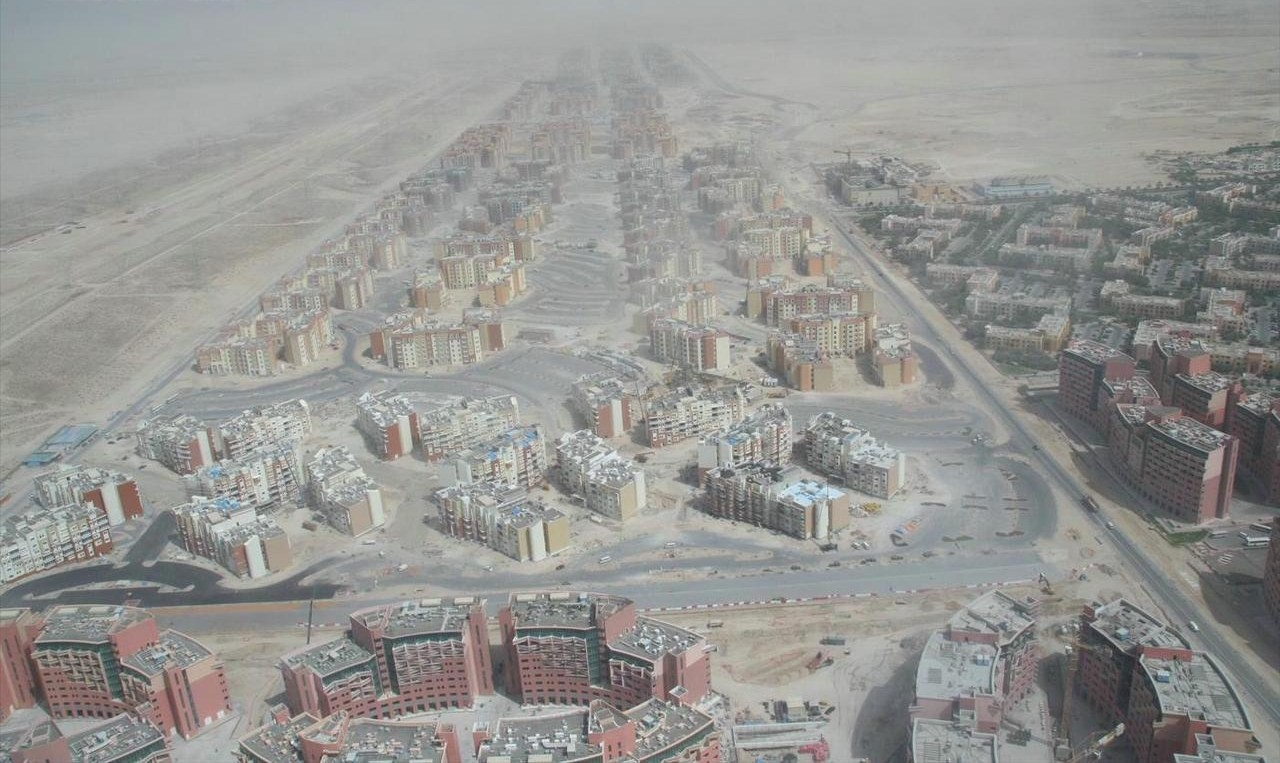
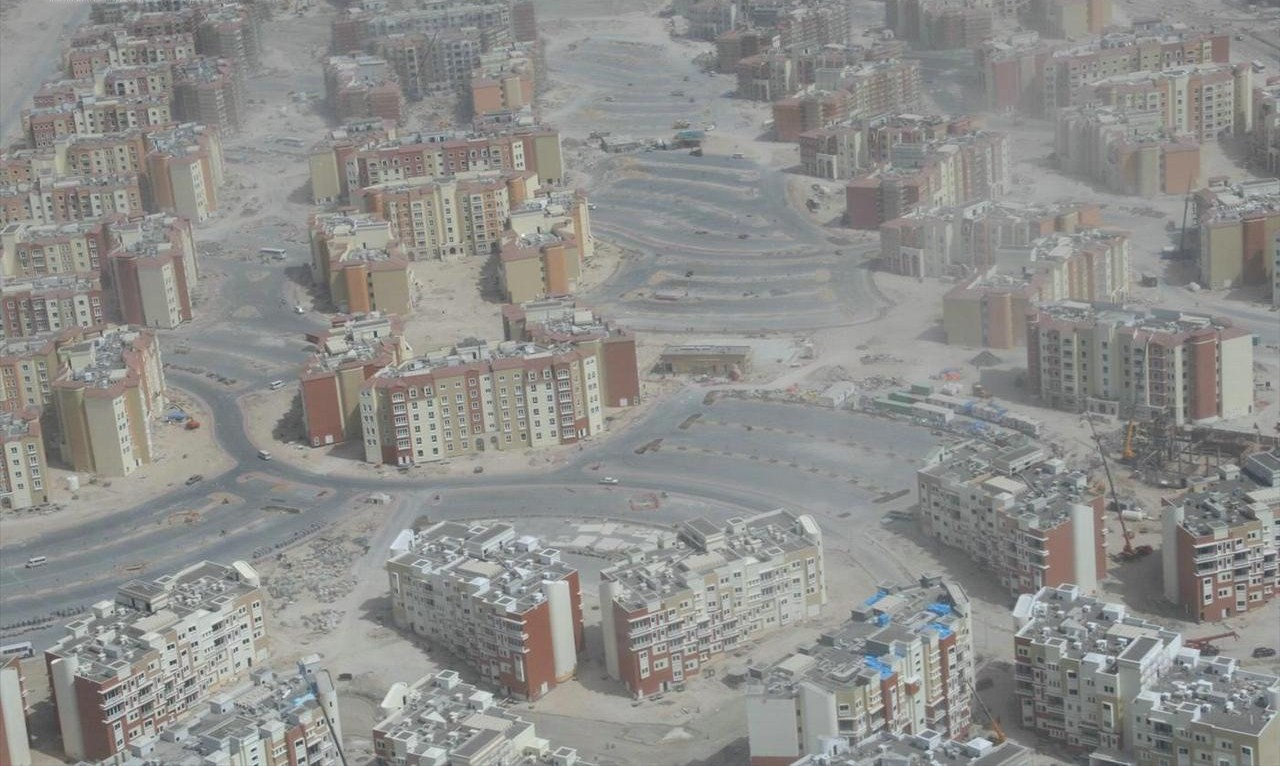
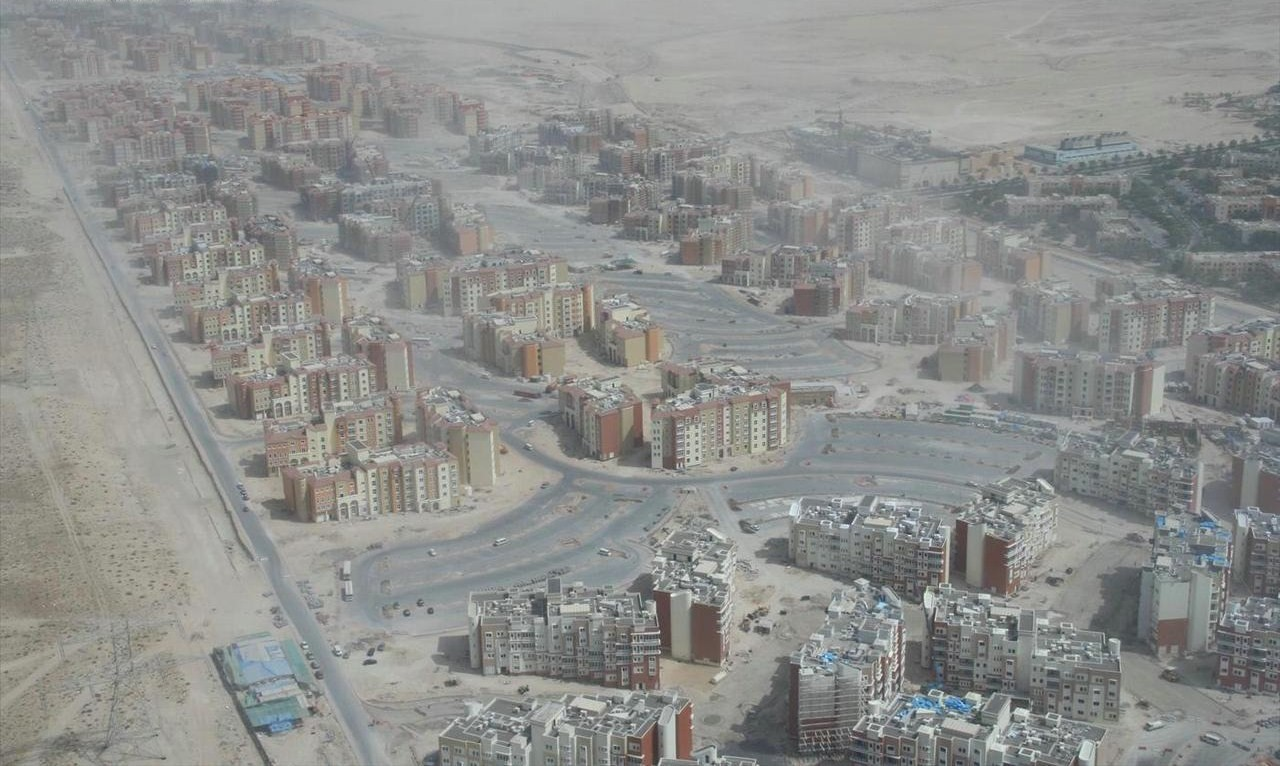
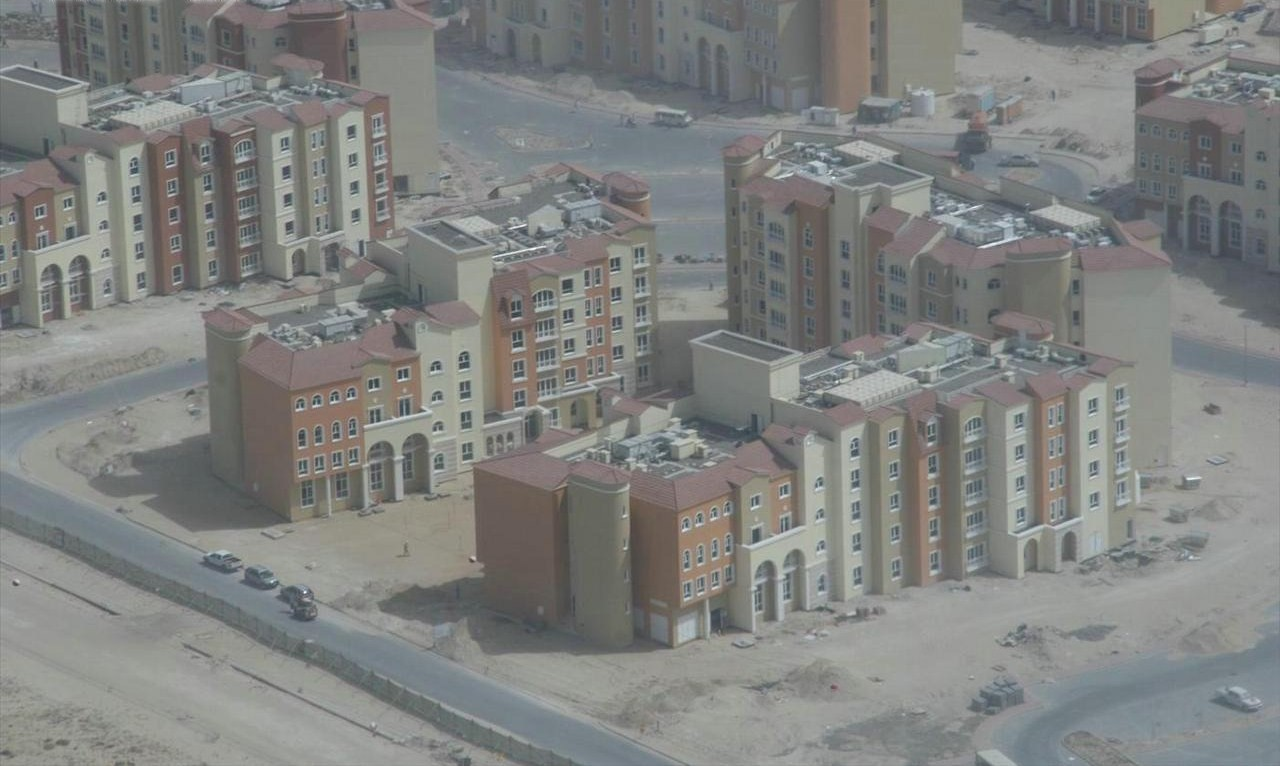